# Ala Gallorum et Thracum Classiana

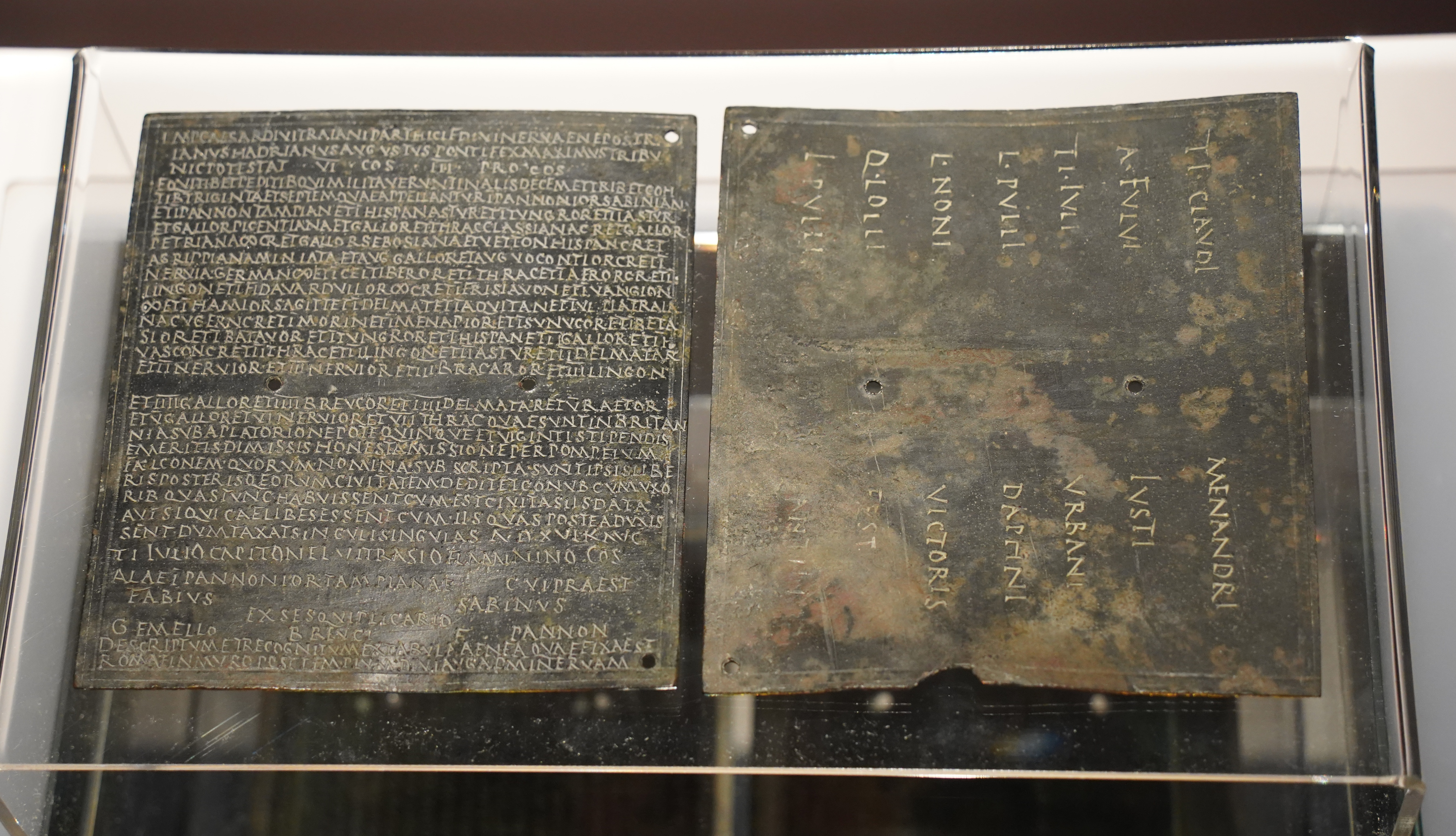
Das Militärdiplom des Jahres 122

Die Ala Gallorum et Thracum Classiana [civium Romanorum] [invicta] [bis torquata] [victrix] (deutsch Ala der Gallier und Thraker des Classius [der römischen Bürger] [die Unbesiegte] [zweimal mit Torques ausgezeichnet] [die Siegreiche]) war eine römische Auxiliareinheit. Sie ist durch Militärdiplome und Inschriften belegt. In den Diplomen von 105 und den Inschriften wird sie als Ala Classiana bezeichnet.

## Namensbestandteile
- Ala: Die Ala war eine Reitereinheit der Auxiliartruppen in der römischen Armee.

- Gallorum et Thracum: der Gallier und Thraker. Die Soldaten der Ala wurden bei Aufstellung der Einheit wohl zunächst aus den verschiedenen Stämmen der Gallier rekrutiert. Wahrscheinlich um 26 wurde eine größere Anzahl von Thrakern in die Einheit aufgenommen, nachdem ein Aufstand in Thrakien niedergeschlagen worden war.[1] John Spaul vermutet dagegen, dass diese Aufnahme von Thrakern zwischen 105 und 122 geschehen ist.[2]

- Classiana: des Classius. Die Ala wurde vermutlich während der Regierungszeit von Augustus aufgestellt. Einer der ersten Kommandeure der Einheit war ein ansonsten unbekannter Classius, nach dem die Ala benannt wurde.

- civium Romanorum: der römischen Bürger bzw. mit römischem Bürgerrecht. Den Soldaten der Einheit war das römische Bürgerrecht zu einem bestimmten Zeitpunkt verliehen worden. Für Soldaten, die nach diesem Zeitpunkt in die Einheit aufgenommen wurden, galt dies aber nicht. Sie erhielten das römische Bürgerrecht erst mit ihrem ehrenvollen Abschied (Honesta missio) nach 25 Dienstjahren. Der Zusatz kommt in den Militärdiplomen von 105 bis 127 sowie in der Inschrift (CIL 11, 6033) vor.

- invicta: die Unbesiegte. Der Zusatz kommt in der Inschrift (CIL 11, 6033) vor.

- bis torquata: zweimal mit Torques ausgezeichnet. Der Zusatz kommt in der Inschrift (CIL 11, 6033) vor. In den Diplomen von 127 wird die Einheit als torquata bezeichnet.

- victrix: die Siegreiche. Der Zusatz kommt in den Diplomen von 127 vor.

Da es keine Hinweise auf den Namenszusatz milliaria (1000 Mann) gibt, war die Einheit eine Ala quingenaria. Die Sollstärke der Ala lag bei 480 Mann, bestehend aus 16 Turmae mit jeweils 30 Reitern.

## Geschichte
Die Ala war in den Provinzen Britannia und Germania inferior stationiert. Sie ist auf Militärdiplomen für die Jahre 105 bis 178 n. Chr. aufgeführt.
Der erste Nachweis der Einheit in der Provinz Britannia beruht auf einem Diplom, das auf 105 datiert ist. In dem Diplom wird die Ala als Teil der Truppen (siehe Römische Streitkräfte in Britannia) aufgeführt, die in der Provinz stationiert waren. Weitere Diplome, die auf 122 bis 178 datiert sind, belegen die Einheit in derselben Provinz.
Zwei Diplome, die auf 127 datiert sind, belegen die Einheit in der Provinz Germania inferior als Teil der dort stationierten Truppen (siehe Römische Streitkräfte in Germania).

## Standorte
Standorte der Ala sind nicht bekannt.

## Angehörige der Ala
Folgende Angehörige der Ala sind bekannt:

### Kommandeure
| - []mus, ein Präfekt (AE 1981, 600); er war auch Tribun der Cohors I Ulpia Pannoniorum. - []nicius: er wird auf einem der Diplome von 105 (RMD 1, 8) als Kommandeur der Kohorte genannt. | - Gaius Caesidius Dexter, ein Präfekt |

### Sonstige
| - []us, ein Soldat: eines der Diplome von 105 (RMD 1, 8) wurde für ihn ausgestellt. - [] Vic[], ein Decurio (CIL 13, 8668) | - M(arcus) Marius Valen[s], ein Veteran und ehemaliger Decurio (CIL 13, 8306) |